# Condado de la Monclova
El condado de la Monclova es un título nobiliario español creado por Felipe III por decreto de 20 de septiembre de 1617 a favor de Antonio Portocarrero y Enríquez de la Vega.
Su nombre hace referencia al Castillo de la Monclova, localidad del municipio andaluz de Fuentes de Andalucía, en la provincia de Sevilla.

## Condes de la Monclova
|                         | Titular                                                          | Periodo                 |
| Creación por Felipe III | Creación por Felipe III                                          | Creación por Felipe III |
| ----------------------- | ---------------------------------------------------------------- | ----------------------- |
| I                       | Antonio Portocarrero y Enríquez de la Vega                       | 1617-1649               |
| II                      | Gaspar Portocarrero de Rojas                                     | 1649-1693               |
| III                     | Melchor Portocarrero Rojas                                       | 1693-1705               |
| IV                      | Antonio Portocarrero de la Vega                                  | 1705-1736               |
| V                       | Joaquín Felipe Antonio Ximénez de Palafox y Centurión de Córdoba | 1736-1775               |
| VI                      | Fausto Francisco de Palafox Rebolledo y Pérez de Guzmán el Bueno | 1775-1788               |
| VII                     | Vicente María de Palafox Centurión y Silva                       | 1788-1820               |
| VIII                    | María Elena de Palafox y Silva                                   | 1820-1837               |
| IX                      | Andrés Avelino de Arteaga Lazcano y Palafox                      | 1837-1864               |
| X                       | Andrés Avelino de Arteaga Lazcano y Silva                        | 1865-1910               |
| XI                      | Joaquín de Arteaga y Echagüe Silva y Méndez de Vigo              | 1912-1947               |
| XII                     | Ínigo de Arteaga y Falguera                                      | 1951-1997               |
| XIII                    | Íñigo de Arteaga y Martín                                        | 1997-2018               |
| XIV                     | Almudena de Arteaga y del Alcázar                                | 2018-actual titular     |

## Señores de la Monclova
- Antonio Portocarrero de la Vega, I señor de Monclova (hijo del I conde de Palma del Río, Luis Fernández Portocarrero Bocanegra) y de su segunda esposa, Leonor de la Vega y Guzmán.[2]
- Luis Portocarrero de la Vega, II señor de la Monclova y caballero de la Orden de Santiago, casado con Catalina de Guzmán y Fajardo,[3] también llamada Catalina Enríquez y Chacón,[2] hija de Enrique Enríquez de Guzmán el Gordo, señor de Cortes, y de su esposa Juana Fajardo de Silva. Fueron los padres del I conde de la Monclova.[3]

## Historia de los condes de la Monclova
- Antonio Portocarrero y Enríquez de la Vega, también llamado Antonio Portocarrero de la Vega y Enríquez (m. Madrid, 28 de octubre de 1649), I conde de la Monclova,[4] mayordomo mayor de la reina Isabel de Borbón, la primera esposa del rey Felipe IV, y del príncipe Baltasar Carlos de Austria,[2] y caballero de la Orden de Santiago.[5]

Casó en primeras nupcias con su prima hermana Sancha de Mendoza, hija de Bernardino de Mendoza y Cárdenas y de Leonor María de la Vega. Este matrimonio fue disuelto por consanguinidad, y Sancha contrajo un segundo matrimonio con Francisco Centurión de Córdoba, III marqués de Armunia. Contrajo un segundo matrimonio el 30 de junio de 1616 con María de Rojas Manrique, hija ilegítima de Francisco de Rojas Enríquez, III marqués de Poza, y de Juana Manrique, que estaba casada con Manrique de Lara, VII conde de Valencia de Don Juan. Sucedió su hijo del segundo matrimonio:
- Gaspar Portocarrero de Rojas(Madrid, 22 de septiembre de 1633-18 de mayo de 1693), II conde de la Monclova,[4] gobernador de Orán, general de la Armada del Mar Océano, y miembro de Consejo de Guerra.[8] Fue sacerdote después y no tuvo descendencia.[2] Sucedió su hermano:

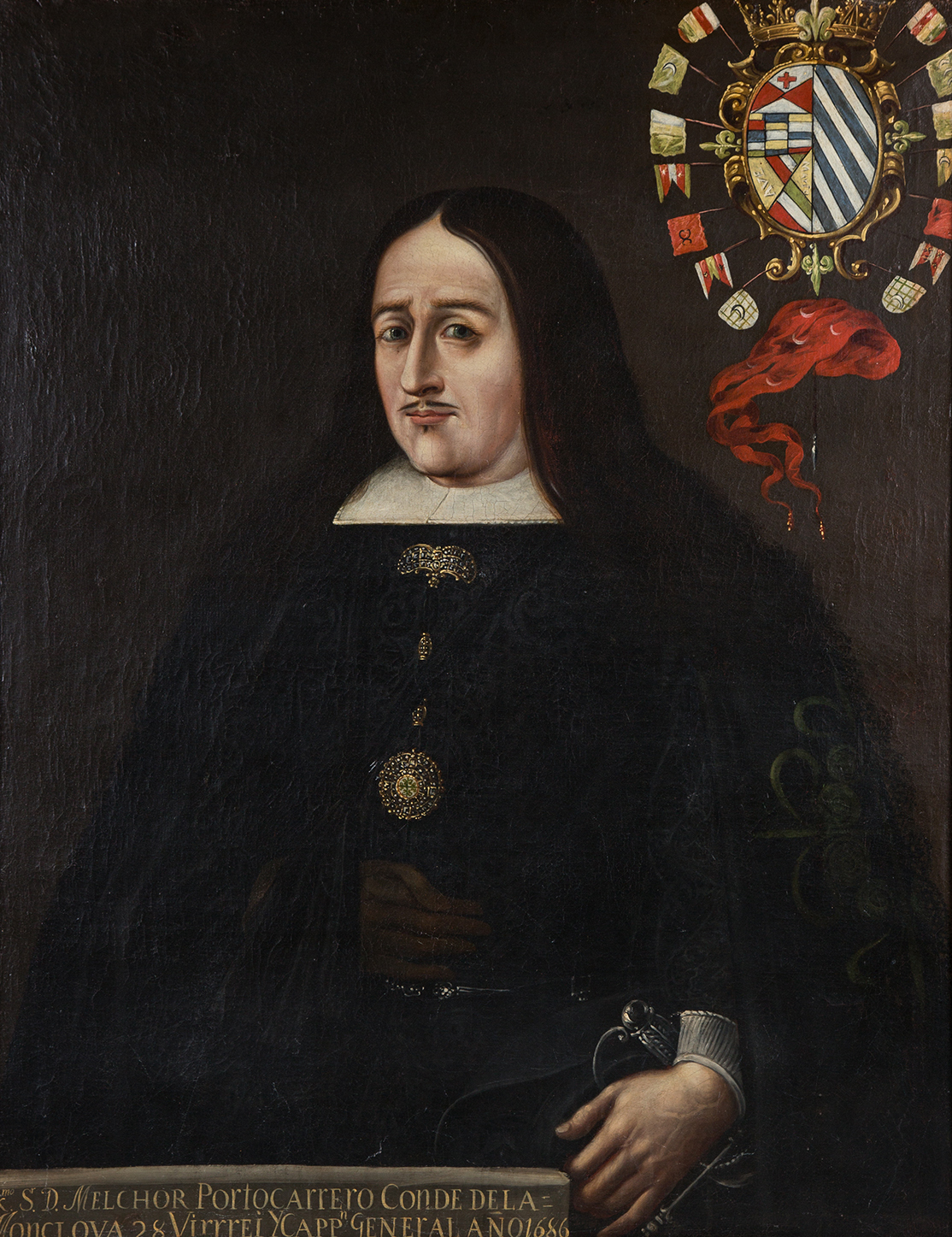
Retrato de Melchor Portocarrero Rojas, III conde de la Monclova.

- Melchor Portocarrero Rojas (Madrid, 4 de junio de 1636-Lima, 15 de septiembre de 1705),[7] III conde de la Monclova,[9] teniente general, virrey de Nueva España y del Perú.[9]

Casó el 4 de octubre de 1673 con Antonia Ximénez de Urrea, hija de Antonio Ximénez de Urrea y Manrique de Lara, V conde de Aranda, grande de Aragón, IX vizconde de rueda y VI vizconde de Biota, y de su segunda esposa Felipa Claver y Sessé.  Sucedió su hijo:
- Antonio Portocarrero de la Vega (m. 14 de abril de 1736),  IV conde de la Monclova.[9] Sin descendencia, sucedió un pariente de una rama colateral:

- Joaquín Felipe Antonio Ximénez de Palafox y Centurión de Córdoba (20 de febrero de 1702-11 de agosto de 1775),[11] V conde de la Monclova,[9] VI marqués de Ariza,[12] VI marqués de Armunia,[13] IV conde de Santa Eufemia,[13]  IX marqués de La Guardia,[14] IX marqués de Guadalest, señor de las baronías de Caspe, Benisá, Cotes, Aldea de Valencia, Sueca, Calmarza y Teulada, almirante de Aragón, caballero del Toisón de Oro, gran cruz de Carlos III, gentilhombre de cámara con ejercicio y servidumbre y caballerizo mayor de la reina.[13]

Era hijo de Juan Antonio Rebolledo de Palafox y Zúñiga, V marqués de Ariza, grande de España, VIII marqués de Guadalest, señor de las baronías de Caspe, Benisá, Cotes, Aldea de Valencia, Sueca, Calmarza y Teulada, almirante de Aragón y caballero de la Orden de Santiago, y de Francisca de Paula Centurión de Córdoba Mendoza Carrillo y Albornoz (Madrid, 13 de abril de 1670-10 de noviembre de 1722), V marquesa de Armunia, III condesa de Santa Eufemia, VIII marquesa de La Guardia, señora de Carrillo, Albornoz y Torralba.
Casó en primeras nupcias el 8 de julio de 1722 con Rosa Pérez de Guzmán el Bueno y Silva (1704-1731), hija de Manuel Alonso Pérez de Guzmán el Bueno, XII duque de Medina Sidonia, y Luisa María de Silva y Mendoza. Contrajo un segundo matrimonio, el 1 de abril de 1737, con María Ana Carlota de Croy de Havré y Lanti de la Róvere.  Le sucedió el único hijo del primer matrimonio:
- Fausto Francisco Palafox Pérez de Guzmán el Bueno (5 de octubre de 1731-5 de abril de 1788),[18] VI conde de la Monclova,[9] VII marqués de Ariza,[11] VII marqués de Armunia,[19] V conde de Santa Eufemia,[20] X marqués de La Guardia,[20] IX marqués de Estepa, X marqués de Guadalest, grande de España de primera clase, caballero de Orden de Carlos III (1777), caballero del Toisón de Oro, almirante de Aragón, señor de las baronías de Caspe, Benisá, Cotes, Aldea de Valencia, Sueca, Calmarza y Teulada, gentilhombre de cámara del rey, caballerizo mayor de la princesa de Asturias[20] y alcalde mayor de los hijosdalgos de Castilla.

Casó en primeras nupcias el 15 de mayo de 1751 con María Teresa de Silva-Bazán y Sarmiento Dávila y, en segundas nupcias, el 18 de mayo de 1774 con María Joaquina Fernández de Liñan de Heredia y Zapata de Calatayud, VI marquesa de Bárboles. Le sucedió su hijo de su primer matrimonio:

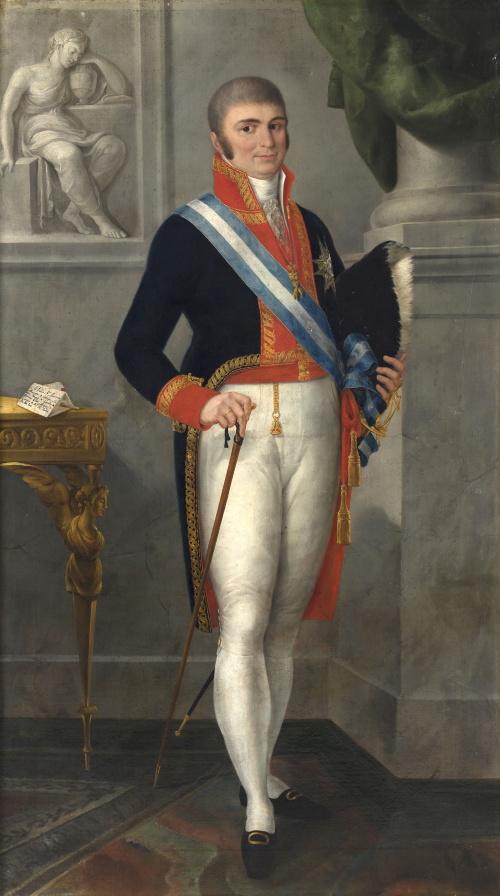
Retrato de Vicente María de Palafox, VII conde de la Monclova (1796), pintado por Agustín Esteve.

- Vicente María de Palafox Centurión y Silva (Madrid, 14 de febrero de 1756-9 de julio de 1820),[21] VII conde de la Monclova,[9] VIII marqués de Ariza,[11] VIII marqués de Armunia, VI conde de Santa Eufemia,[20] XI marqués de La Guardia,[20] X marqués de Estepa, XI marqués de Guadalest, almirante de Aragón, señor de las baronías de Caspe, Benisá, Cortes, Aldea de Valencia, Sueca, Calmarza y Teuladas, sumillers de corps del rey, caballero del Toisón de Oro y de Carlos III.[20]

Casó en primeras nupcias el 10 de enero de 1778 con María de la Concepción Belvís de Moncada y Pizarro, hija de Pascual Benito Bellvís de Moncada e Ibáñez de Mendoza, XIV marqués de Mondéjar, y de su esposa Florentina Pizarro y Herrera, II condesa de la Gomera, con descendencia. Contrajo un segundo matrimonio el 14 de septiembre de 1800 con su prima carnal, María Teresa de Silva Fernández de Híjar y Palafox, viuda de Jacobo Felipe Fitz-James Stuart zu Stolberg-Gedern, V duque de Berwick e hija de Pedro de Alcántara Fadrique de Silva Fernández de Híjar, IX duque de Híjar, y de Rafaela de Palafox y Croy de Havre. Le sucedió su hija del segundo matrimonio:
- María Elena de Palafox y Silva de Híjar (m. 27 de octubre de 1837),[11] VIII condesa de la Monclova,[9] IX marquesa de Ariza,[11] IX marquesa de Armunia,[20] IX condesa de Santa Eufemia, XII marquesa de La Guardia,[20] X marquesa de Estepa y XII marquesa de Guadalest.[20]

Casó el 14 de febrero de 1820 con José Agustín de Idiáquez y Carvajal. Le sucedió su primo hermano, hijo de Ignacio Ciro de Arteaga-Lazcano e Idiáquez (1748-1817), IV marqués de Valmediano, señor de la Casa de Lazcano, I conde de Corres (1773), etc. y de su esposa María Ana de Palafox y Silva.
- Andrés Avelino de Arteaga Lazcano y Palafox (baut. 10 de noviembre de 1780-5 de febrero de 1864), IX conde de la Monclova,[9] X marqués de Ariza,[11] X marqués de Armunia,[22][23] XI marqués de Estepa,[24] V marqués de Valmediano, II conde de Corres, XI conde de Santa Eufemia, XIII marqués de Guadalest, prócer del reino, senador por derecho propio y caballerizo mayor honorario de la reina Isabel II.[23]

Casó el 3 de febrero de 1804, en Aranjuez, con Joaquina de Carvajal y Manrique de Lara, hija de Mariano José de Carvajal-Vargas y Brun, conde de Castillejo, VIII conde del Puerto. Sucedió su nieto, hijo de Andrés Avelino de Arteaga-Lazcano y Carvajal-Vargas (m. 1850), VI marqués de Valmediano por cesión paterna, y III conde de Corres, y de su esposa María Fernanda Manuela de Silva y Téllez-Girón.
- Andrés Avelino de Arteaga y Silva (baut. Madrid, 12 de julio de 1833-Madrid, 15 de junio de 1910), X conde de la Monclova,[1] XI marqués de Ariza,[11] XI marqués de Armunia,[25] XVI duque del Infantado, XVII marqués de Santillana, XIV marqués de La Guardia, VII marqués de Valmediano, XII marqués de Estepa, XVI marqués de Argüeso, XIV marqués de Cea, XIX conde de Saldaña (por rehabilitación a su favor en 1893), XVI conde del Real de Manzanares, conde de Corres y XII conde de Santa Eufemia.[25]

Casó el 27 de diciembre de 1866, en la Iglesia de San Sebastián, Madrid, con María de Belén Echagüe y Méndez de Vigo (1883-1907) hija de Rafael Echagüe y Bermingham, I conde del Serrallo, y de Mercedes Méndez de Vigo y Osorio. Le sucedió su hijo:

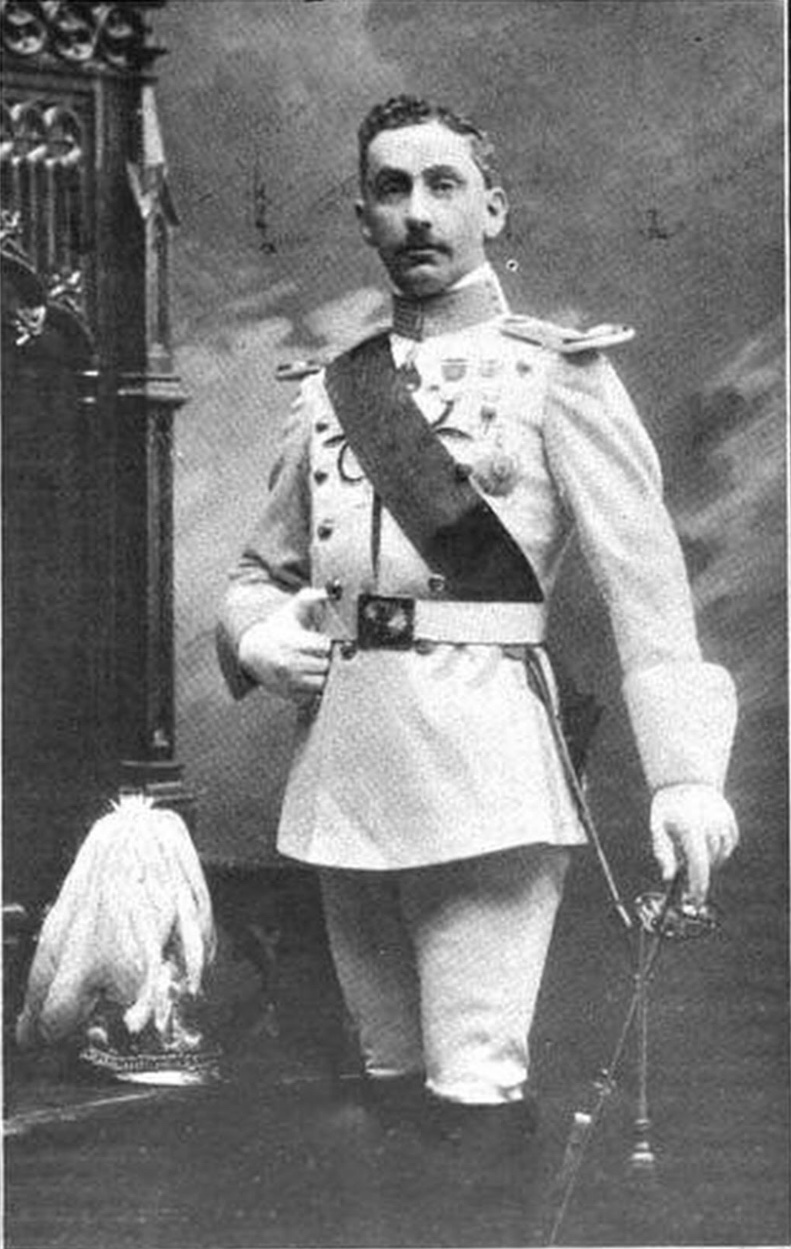
Joaquín de Arteaga y Echagüe, XI conde de la Monclova, fotografiado por Kaulak en 1909.

- Joaquín Ignacio de Arteaga y Echagüe Silva y Méndez de Vigo, (San Sebastián, 5 de agosto de 1870-3 de enero de 1947), XI conde de la Monclova,[1] XII marqués de Ariza,[11] XII marqués de Armunia,[28] XVII duque del Infantado, XIV marqués de Estepa, XVIII marqués de Santillana, X marqués de Laula (por rehabilitación a su favor en 1913), IX marqués de Monte de Vay (por rehabilitación en 1913), XII marqués de Vivola, XV marqués de Cea, VIII marqués de Valmediano, XII marqués de la Eliseda (por rehabilitación a su favor en 1921), V conde de Corres, XIII conde de Santa Eufemia, XVIII conde del Real de Manzanares, XXV conde de Saldaña, XV conde del Cid, XXIII señor de la Casa de Lazcano.[28]

Casó el 8 de noviembre de 1894, en Madrid, con Isabel Falguera y Moreno, III condesa de Santiago. Le sucedió su hijo:
- Íñigo de Loyola de Arteaga y Falguera (1905-Marbella, 19 de marzo de 1997), XII conde de la Monclova,[1] XIII marqués de Ariza,[11] XIII marqués de Armunia,[30] XIV duque de Francavilla (rehabilitado a su favor en 1921), XVIII duque del Infantado, XIV marqués de Estepa, XIX marqués de Santillana, XVI marqués de Cea, X marqués de Monte de Vay, IX marqués de Valmediano, XI marqués de Vivola, XIX conde del Real de Manzanares, XIV conde de Santa Eufemia, VI conde del Serrallo, VI conde de Corres, XXVI conde de Saldaña, XVII conde del Cid, IV conde de Santiago, XV señor de la Casa de Lazcano y teniente general.[30]

Casó en primeras nupcias el 26 de julio de 1940 con Ana Rosa Martín y Santiago-Concha (m. 1953). Contrajo un segundo matrimonio el 27 de junio de 1959 con  María Cristina de Salamanca y Caro, VII condesa de Zaldívar. Le sucedió, de su primer matrimonio, su hijo:
- Íñigo de Arteaga y Martín (8 de octubre de 1941-9 de junio de 2018), XIII conde de la Monclova,[1] XIV marqués de Ariza,[11] XIV marqués de Armunia,[30] XIX duque del Infantado, XX marqués de Santillana, XVII marqués de Cea, X marqués de Valmediano, XXVII y XXIX conde de Saldaña,[30] XX conde del Real de Manzanares, IX conde de Corres, V conde de Santiago, XIII marqués de Laula, señor de la Casa de Lazcano y Almirante de Aragón.[30]

Casó en primeras nupcias con María de la Almudena del Alcázar y Armada, hija de Juan Bautista del Alcázar y de la Victoria, VII conde de los Acevedos y de Rafaela Armada y Ulloa, hija del VII conde de Revilla Gigedo, y en segundas con Carmen Castelo Bereguiain. Le sucedió su hija del primer matrimonio:
- Almudena de Arteaga y del Alcázar, XIV condesa de la Monclova,[1][32] XVIII marquesa de Cea,[31][33] XX duquesa del Infantado,[34] XXI condesa de Real de Manzanares,[35]  X condesa de Corres,[36] XXI marquesa de Távara,[31]  XXVII señora de la Casa de Lazcano[37] y XXIV almirante de Aragón.[38]

Se casó en primeras nupcias en el castillo de la Monclova, Sevilla, en febrero de 1986 con José Luis Anchústegui y Lluria, divorciados. Contrajo un segundo matrimonio también en el castillo de la Monclova el 28 de abril de 2001 con José Ramón Fernández de Mesa y Temboury.